# Psectrosciara asklepios
Psectrosciara asklepios är en tvåvingeart som beskrevs av Haenni 1990. Psectrosciara asklepios ingår i släktet Psectrosciara och familjen dyngmyggor.
Artens utbredningsområde är Grekland. Inga underarter finns listade i Catalogue of Life.